# Взрывы военных складов в Артёмовске
Взрывы военных складов в Бахмуте (ранее Артёмовск) — техногенная катастрофа, случившаяся 10 октября 2003 года. Причиной стал человеческий фактор. Всего взорвалось 10 из 17 хранилищ.

## Предыстория
«10 октября 2003 года, около 10 утра на один из приёмных пунктов металлолома по ул. Обороны подъехал армейский „уазик“. Вышедший из него прапорщик попросил у хозяина „точки“ сварщика, на пару часов, порезать металлолом, тут, недалеко. Прапорщику не отказали, сварщик погрузил свои инструменты в машину и поехал вместе с военными. Через пару часов город сотряс огромной силы взрыв. Потом — ещё один, и ещё один, и ещё…» — слова Сергея Фисуна

## Взрывы

### Телевидение
Украинский город Бахмут (ранее Артёмовск) на несколько часов стал героем всех телеканалов — российских, украинских, европейских… «В городе Артёмовске рвутся склады боеприпасов, расположенные в непосредственной близости от жилых домов»… И кадры многоэтажек, в которых не осталось ни единого целого стекла. Клубы порохового дыма, вой сирен, валяющиеся посреди улиц снаряды от реактивных установок залпового огня. Перепуганные лица людей.

### Склады
На складах в неснаряженном (без боевой части) состоянии находилось 31 тыс. 160 ракет-снарядов М21ОФ (к системе «Град»), более 46 вагонов боеприпасов для стрелкового вооружения, гранаты, артиллерийские и миномётные снаряды: 12 вагонов 100-мм снарядов, 2 вагона миномётных 120-мм снарядов, более 8 вагонов 125-мм танковых снарядов, 12 вагонов 152-мм артиллерийских снарядов и 4 вагона 112-мм снарядов.
На воздух взлетело 10 из 17 хранилищ, огонь вот-вот мог подобраться к складу, в котором хранились ракеты в снаряжённом состоянии.

### Ликвидация
Ликвидация последствий взрывов — долгая работа взрывников и пиротехников, сбор и подрыв разбросанных на большой территории боеприпасов. Был суд над виновными, восстановление разрушенного. Два человека получили реальные сроки, четверо — условные.